# 圖多爾弗拉迪米雷斯庫鄉 (布勒伊拉縣)
45°13′N 27°48′E / 45.217°N 27.800°E
圖多爾弗拉迪米雷斯庫鄉（羅馬尼亞語：Comuna Tudor Vladimirescu, Brăila），是羅馬尼亞的鄉份，位於該國東南部，由布勒伊拉縣負責管轄，處於布加勒斯特以北160公里，每年平均降雨量861毫米，海拔高度13米，2007年人口2,124。